# Andreï Oukhtomski
 Andreï Oukhtomski, né le 17 octobre 1771 à Iaroslavl et mort le 16 février 1852 à Saint-Pétersbourg, est un graveur et inventeur russe du XIXe siècle.

## Biographie
Andreï Oukhtomski est formé à l’Académie russe des Beaux-Arts sous la supervision d'Ignaz Sebastian Klauber et devient diplômé en 1800. Il devient un portraitiste réputé et continue de travailler à l’Académie. Il invente une machine à gravure.
Son fils, Constantin Oukhtomski, est aussi un peintre portraitiste réputé.